# Eleccions al Parlament Basc de 2005
Les eleccions al Parlament Basc de 2005 se celebraren el 17 d'abril de 2005. Amb un cens d'1.799.500 electors, els votants foren 1.223.634 (68%) i 575.866 les abstencions (32%). El PNB es presentà en coalició amb Eusko Alkartasuna i fou la força més votada del Parlament Basc. A mercè d'un pacte amb Ezker Batua-Berdeak i gràcies també a dos vots particulars del PCTB, Juan José Ibarretxe tornà a ser investit lehendakari.
El PP va ser desplaçat com a segona força basca pel PSE-EE. La campanya política fou protagonitzada per la prohibició de Batasuna, qui a última hora va donar suport a la candidatura del desconegut fins aleshores Partit Comunista de les Terres Basques, que va ocupar el seu espai polític.Aralar, una escissió d'Herri Batasuna contraria a la violència de ETA, va aconseguir un escó.
- Els resultats foren:

| ← Eleccions al Parlament Basc, 2005 → |         |       |        |
| Partit                                | Vots    | %     | Escons |
| EAJ-PNV – EA                          | 468.117 | 38,67 | 29     |
| PSE-EE                                | 274.546 | 22,68 | 18     |
| Partit Popular                        | 210.614 | 17,40 | 15     |
| PCTV-EHAK                             | 150.644 | 12,44 | 9      |
| Ezker Batua-Berdeak                   | 65.023  | 5,37  | 3      |
| Aralar                                | 28.180  | 2,33  | 1      |
| Unidad Alavesa                        | 4.117   | 0,34  |        |
| Berdeak-PACMA                         | 4.049   | 0,33  |        |
| POSI                                  | 2.354   | 0,19  |        |
| Partido Humanista                     | 1.514   | 0,13  |        |
| PUM+J                                 | 1.261   | 0,10  |        |
| EKA                                   | 179     | 0,01  |        |

A part, es comptabilitzaren 9.001 (0,5%) vots en blanc.